# Israel Zangwill

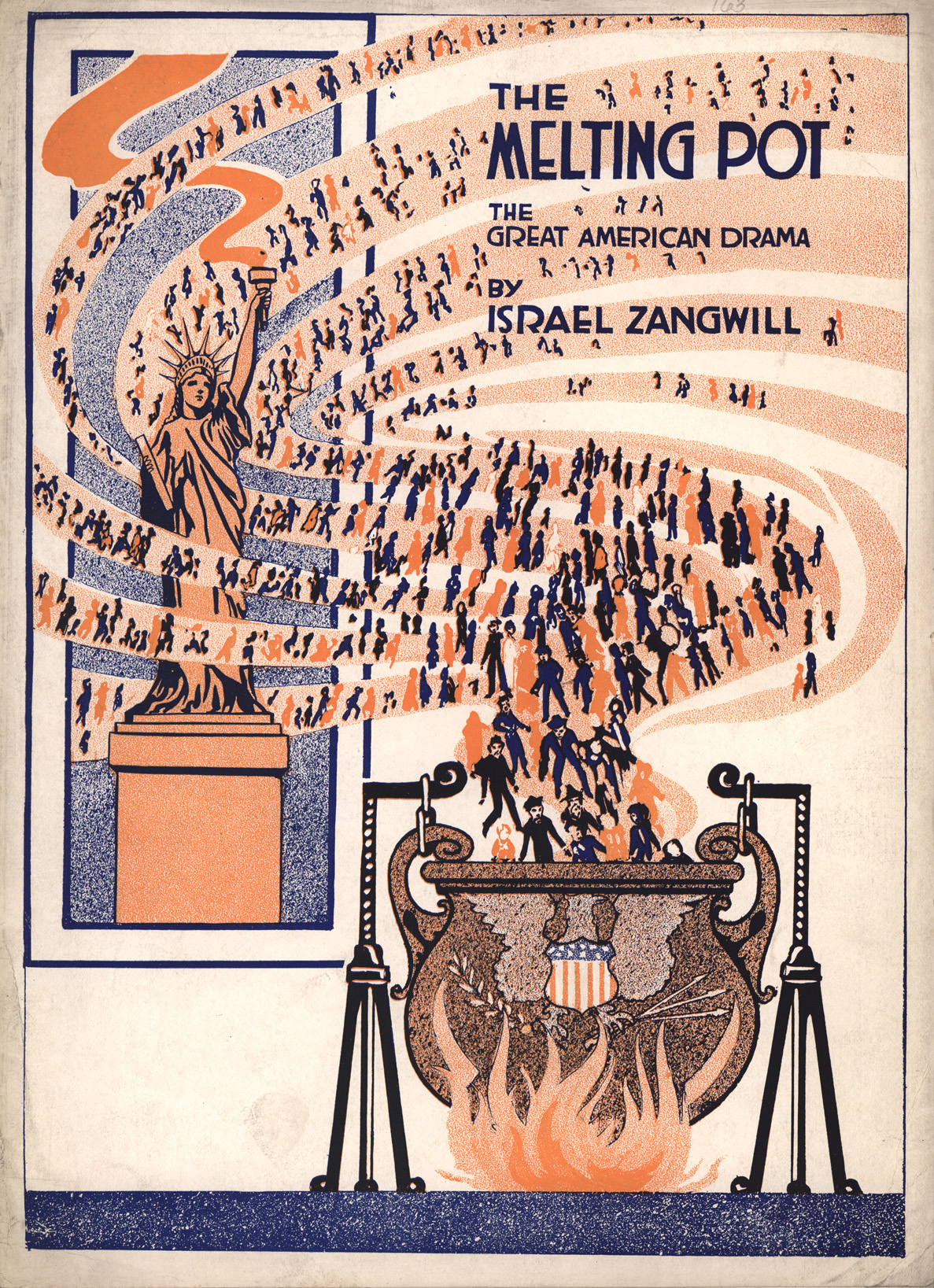
Bilden av USA som en smältdegel populariserades 1908 av Zangwills pjäs ’’ The Melting Pot.’’

Israel Zangwill, född 21 juli 1864 i London, död 1 augusti 1926 i Midhurst, West Sussex, var en brittisk författare av judisk härkomst, mest känd för sitt skådespel The Melting Pot (Smältdegeln), först uppfört 1908. Pjäsen och dess namn gav upphov till den metaforiska beskrivningen av det amerikanska samhället som en "smältdegel" med förmåga att "absorbera" och assimilera immigranter med olika etnisk och kulturell bakgrund. 

## Smältdegeln
Handlingen i The Melting Pot (Smältdegeln) hämtar delvis inspiration från Shakespeares tragedi Romeo och Julia. Huvudpersonen David Quixano, är en rysk jude på flykt till USA för att komma undan judepogromerna som härjar i hans hemland och som utrotat hela hans familj. Han blir förälskad i Vera, även hon immigrant men med kristen bakgrund. Vera arbetar på en hemgård för fattiga och David är en kompositör som kämpar med att skriva en vacker "amerikansk symfoni" som hyllar hans nya hemland och uttrycker hans förhoppningar om en ny värld där alla etniska motsättningar "smält" bort. De båda kämpar för att komma över den gamla världens motsättningar som hotar att splittra dem. Men sedan upptäcker David att Vera är dotter till den officer som ledde pogromerna som utrotat hela hans familj och tvingat honom att lämna Ryssland. Han blir förfärad, lämnar Vera, och sviker sina tidigare ideal om att överbrygga etniska och religiösa olikheter. Men, till skillnad från Shakespeares tragedi, får historien ett lyckligt slut och paret återförenas. 
När The Melting Pot uppfördes i Washington D.C. den 5 oktober 1909 fanns president Theodore Roosevelt med i publiken. Han berömde pjäsen genom att ropa "That's a great play, Mr. Zangwill, that's a great play".

## Politiskt engagemang
Zangwill var också politiskt intresserad och engagerade sig i feministiska och pacifistiska rörelser samt i judiska frågor. 1903 grundade han Jewish Territorialist Organization som såg som sin uppgift att försöka hitta nya landområden för judiska bosättningar varhelst sådana områden fanns tillgängliga, till skillnad från de delar av den sionistiska rörelsen som ansåg att ett nytt judiskt hemland enbart kunde ligga i Palestina.

## Böcker på svenska
- Ungkarlsklubben (översättning Erik Thyselius, Seligmann, 1893)
- Tiggarkungen (översättning Johannes Granlund, Adolf Johnson, 1894)
- Förväxlade giftermål ; Examensbref ; Schack och matt (tillsammans med J. H. Hoyer)  (översättning Johannes Granlund, Adolf Johnson, 1899)
- Ghettons drömmare (översättning J. Ring, Beijer, 1901-1902)
- Ghettons barn: en studie af ett egendomligt folk (översättning Naemi Ossian-Nilsson, Ljus, 1908)
- Från ghetton (Ghetto comedies) (översättning Ingrid Törngren, Hierta, 1908)
- De som vandra i mörker (översättning Ingrid Törngren, Hierta, 1910)
- Bow-mysteriet (The big Bow mystery) (översättning Oscar Nachman, Holmquist, 1914)
- Det stora Bow-mysteriet samt novellen Galgen har inte alltid rätt (The big Bow mystery och Cheating the gallows) (översatt av Oscar Nachman, novellen är översatt av Pelle Fritz-Crone, Läsabra, 1982)